# Lee Archambault
Lee Joseph "Bru" Archambault (* 25. srpna 1960, Oak Park, Illinois, Spojené státy americké) je od roku 1998 astronaut NASA.

## Životní dráha

### Vzdělání
Vystudoval obor aerokosmická technologie na University of Illinois at Urbana-Champaign.

### Zaměstnání, kariéra v NASA
V roce 1998 se stal kandidátem na místo astronauta u NASA (JSC, Houston). V roce 2000 byl zařazen mezi astronauty a v roce 2007 absolvoval svůj první start jako pilot STS-117.

### Lety do vesmíru
- STS-117, Atlantis (8. června 2007 – 22. června 2007)
- STS-119, Discovery (16. března 2009 – 28. března 2009)